# Ægte silkesommerfugl
 "Silkeorm" omdirigeres hertil. For romanen Silkeorm, se Silkeorm (bog).
Ægte silkesommerfugl (Bombyx mori) er en sommerfugl blandt natsværmerne i mølgruppen. Dens larve kaldes for silkeorm. Den tæmmede variant har ændret sig en hel del i forhold til den vildtlevende form. Den har øget kokonstørrelse, hurtigere tilvækst og en mere effektiv fordøjelse. Den er blevet tålsom overfor menneskers berøring, og den klarer at leve under snævre forhold. Den kan ikke flyve, og den har mistet frygten for rovinsekter. Disse forandringer har gjort dens overlevelse fuldstændigt afhængig af mennesker.

## Silkesommerfuglens genom
Silkesommerfuglens genom blev offentliggjort af International Silkworm Genome Consortium i 2008. En skitsesekevens var blevet offentliggjort i 2004.
Man har fundet en høj genetisk variation hos tamme linjer af silkesommerfugl, men den er dog lavere, end den er hos de vildlevende artsfæller (~83%). Det antyder, at tæmningen kun er sket en enkelt gang, og at den foregik over et kort tidsrum, hvor et stort antal vildtlevende larver blev indsamlet. Mange vigtige spørgsmål er dog ubesvarede: “Om begivenheden foregik på ét enkelt sted eller i løbet af kort tid, men på flere steder, det kan ikke udledes af data”. Forskerne mangler desuden også at fastslå det sted i Kina, hvor tæmningen foregik.

## Levevis
Silkeormen tilhører gruppen af insekter med fuldstændig forvandling (holometabole insekter), som gennemgår flere metamorfoser i løbet af udviklingen. Mellem larvestadiet og det voksne stadium er der indskudt et puppestadium, en hvileperiode, hvor sommerfuglens indre og ydre organer ændres.
Larvene er derfor radikalt forskellige fra de voksne, både i levevis og i kropsbygning. En silkeorm æder kun bladene af morbærtræer (se hvid morbær og sort morbær). Silkeorme har god appetit og spiser morbærblade både dag og nat, så de vokser meget hurtigt. Da larven – som det er almindeligt blandt leddyr – ikke har noget indre skelet, men et ydre hudskelet, må vækst foregå ved, at den skifter hud.
Når farven bliver mørkere på hovedet, er det et tegn på, at den nærmer sig et hudskifte. Dette sker fire gange, og sidste gang får den en mere gullig farve, og glansen bliver mindre. Dette er et tegn på, at de snart vil spinde en kokon af råsilke omkring sig. Hvis silkeormen ligger i kokonen gennem hele puppestadiet og bliver udklækket som en voksen sommerfugl, vil den æde sig ud af kokonen, som det er dens natur. I så fald bliver silketrådene gnavet over og afkortet og er dermed mindre værd.

## Silkeproduktion
Silkesommerfuglen stammer oprindeligt fra det nordøstlige Kina, men holdes i kulturer (opdræt) over hele verden. Larvene opdrættes, indtil de når puppestadiet.
Kokonen er lavet af en sammenhængende tråd, som er mellem 300 og 900 meter lang. Kokonerne bliver lagt i kogende vand, som dræber puppen. Det varme vand gør det også lettere at vikle silketråden fri af kokonen. Den kogte silkeorm bliver ofte spist.

## Galleri
- Hunner lægger æg
- 7. dag (2. larvestadie, kego)
- Silkeorm spinder tråd
- Larve i 5. stadie
- Larver i 5. stadie, samlet på et blad

## Silkens hemmelighed afsløret
Det skal have været to munke fra kongeriget Hotan, som smuglede silkesommerfuglens æg ud af Kina i et hult bambusrør og gav dem til kejser Justinian I den Store i Konstantinopel i år 552.
Noter
1. ↑  M.R. Goldsmith, T. Shimada og H. Abe: The genetics and genomics of the silkworm, Bombyx mori i Annual Review of Entomology, 2005, 50 side 71-100
2. ↑  Kazuei Mita, Masahiro Kasahara, Shin Sasaki, Yukinobu Nagayasu, Tomoyuki Yamada, Hiroyuki Kanamori, Nobukazu Namiki, Masanari Kitagawa, Hidetoshi Yamashita, Yuji Yasukochi, Keiko Kadono-Okuda, Kimiko Yamamoto, Masahiro Ajimura, Gopalapillai Ravikumar, Michihiko Shimomura, Yoshiaki Nagamura, Tadasu Shin-i, Hiroaki Abe, Toru Shimada, Shinichi Morishita og Takuji Sasaki: The Genome Sequence of Silkworm, "Bombyx mori" i DNA Research, 2004, 11, 1 side 27-35. Se hele teksten online
3. ↑  Qingyou Xia, Yiran Guo, Ze Zhang, Dong Li, Zhaoling Xuan, Zhuo Li, Fangyin Dai, Yingrui Li, Daojun Cheng, Ruiqiang Li, Tingcai Cheng, Tao Jiang, Celine Becquet, Xun Xu, Chun Liu, Xingfu Zha, Wei Fan, Ying Lin, Yihong Shen, Lan Jiang, Jeffrey Jensen, Ines Hellmann, Si Tang, Ping Zhao, Hanfu Xu, Chang Yu, Guojie Zhang, Jun Li, Jianjun Cao, Shiping Liu, Ningjia He, Yan Zhou, Hui Liu, Jing Zhao, Chen Ye, Zhouhe Du, Guoqing Pan, Aichun Zhao, Haojing Shao, Wei Zeng, Ping Wu, Chunfeng Li, Minhui Pan, Jingjing Li, Xuyang Yin, Dawei Li, Juan Wang, Huisong Zheng, Wen Wang, Xiuqing Zhang, Songgang Li, Huanming Yang, Cheng Lu, Rasmus Nielsen, Zeyang Zhou, Jian Wang, Zhonghuai Xiang, Jun Wang: Complete Resequencing of 40 Genomes Reveals Domestication Events and Genes in Silkworm (Bombyx) i Science, 2009
4. ↑  D. Normile: Sequencing 40 Silkworm Genomes Unravels History of Cultivation i Science, 2009, 325, 5944 side 1058-1059

## Eksternt link
- Info om silkeorm Arkiveret 12. april 2006 hos  Wayback Machine (engelsk)